# Razorback Mountain (Victoria Cross Ranges)
Razorback Mountain är ett berg i Kanada.   Det ligger på gränsen mellan British Columbia och Alberta, i den västra delen av landet, 3 200 km väster om huvudstaden Ottawa. Toppen på Razorback Mountain är 2 592 meter över havet, eller 176 meter över den omgivande terrängen. Bredden vid basen är 1,1 km.
Terrängen runt Razorback Mountain är bergig söderut, men norrut är den kuperad.Trakten runt Razorback Mountain är nära nog obefolkad, med mindre än två invånare per kvadratkilometer.. Det finns inga samhällen i närheten. 
Trakten runt Razorback Mountain består i huvudsak av gräsmarker.